# Temporada 1958 de Fórmula 1
La temporada 1958 de Fórmula 1 fue la 9.ª edición del Campeonato Mundial de Fórmula 1 de la FIA. Se disputó entre el 19 de enero y el 19 de octubre. El campeonato consistió en 11 carreras, 10 de Fórmula 1 más la Indianápolis 500, disputada bajo las reglas de la AAA. Mike Hawthorn obtuvo el título de pilotos. De manera paralela al Campeonato de Pilotos, se disputó por primera vez el Campeonato Mundial de Constructores de Fórmula 1, que ganó la escudería británica Vanwall.

## Resumen de la temporada
La temporada de 1958 fue una de las más trágicas de la historia de la Fórmula 1. Murieron cuatro pilotos en sendas carreras; el italiano Luigi Musso, de Ferrari, en el Reims, su compañero, el inglés Peter Collins en Nürburgring, el inglés de Vanwall Stuart Lewis-Evans en Casablanca, y el americano Pat O'Connor en Indianápolis, que entonces una prueba del calendario del Campeonato Mundial de Pilotos de Fórmula 1.
Esta temporada será también la última en la que los monoplazas de motor delantero fueran dominantes. Entre 1959 y 1960 se irían imponiendo los monoplazas de motor central; sin embargo, escuderías como Ferrari no presentarían un monoplaza de motor central hasta 1961.
Hawthorn, que se retiró de la competición tras su victoria en el Campeonato Mundial, murió meses más tarde en un accidente de tránsito.

## Escuderías y pilotos
| Escudería                  | Chasis    | Chasis  | Motor                               | Pilotos                  | Rondas          |
| -------------------------- | --------- | ------- | ----------------------------------- | ------------------------ | --------------- |
| Scuderia Sud Americana     | Maserati  | 250F    | Maserati 250F1 2.5 L6               | Juan Manuel Fangio       | 1               |
| Scuderia Sud Americana     | Maserati  | 250F    | Maserati 250F1 2.5 L6               | Carlos Menditéguy        | 1               |
| Ken Kavanagh               | Maserati  | 250F    | Maserati 250F1 2.5 L6               | Jean Behra               | 1               |
| Ken Kavanagh               | Maserati  | 250F    | Maserati 250F1 2.5 L6               | Luigi Taramazzo          | 2               |
| Ken Kavanagh               | Maserati  | 250F    | Maserati 250F1 2.5 L6               | Ken Kavanagh             | 2, 5            |
| Jo Bonnier                 | Maserati  | 250F    | Maserati 250F1 2.5 L6               | Harry Schell             | 1               |
| Jo Bonnier                 | Maserati  | 250F    | Maserati 250F1 2.5 L6               | Jo Bonnier               | 2-3, 5, 7, 9    |
| Jo Bonnier                 | Maserati  | 250F    | Maserati 250F1 2.5 L6               | Phil Hill                | 6               |
| Jo Bonnier                 | Maserati  | 250F    | Maserati 250F1 2.5 L6               | Giulio Cabianca          | 10              |
| Jo Bonnier                 | Maserati  | 250F    | Maserati 250F1 2.5 L6               | Hans Herrmann            | 10-11           |
| Francesco Godia Sales      | Maserati  | 250F    | Maserati 250F1 2.5 L6               | Paco Godia               | 1-2, 5-6        |
| H.H. Gould                 | Maserati  | 250F    | Maserati 250F1 2.5 L6               | Horace Gould             | 1-3             |
| H.H. Gould                 | Maserati  | 250F    | Maserati 250F1 2.5 L6               | Masten Gregory           | 3               |
| R.R.C. Walker Racing Team  | Cooper    | T43 T45 | Climax FPF 2.0 L4                   | Stirling Moss            | 1               |
| R.R.C. Walker Racing Team  | Cooper    | T43 T45 | Climax FPF 2.0 L4                   | Maurice Trintignant      | 2-3, 7-11       |
| R.R.C. Walker Racing Team  | Cooper    | T43 T45 | Climax FPF 2.0 L4                   | Ron Flockhart            | 2               |
| R.R.C. Walker Racing Team  | Cooper    | T43     | Climax FPF 1.5 L4                   | François Picard          | 11              |
| Scuderia Ferrari           | Ferrari   | 246     | Ferrari 143 2.4 V6                  | Luigi Musso              | 1-3, 5-6        |
| Scuderia Ferrari           | Ferrari   | 246     | Ferrari 143 2.4 V6                  | Peter Collins            | 1-3, 5-8        |
| Scuderia Ferrari           | Ferrari   | 246     | Ferrari 143 2.4 V6                  | Mike Hawthorn            | 1-3, 5-11       |
| Scuderia Ferrari           | Ferrari   | 246     | Ferrari 143 2.4 V6                  | Wolfgang von Trips       | 2, 6-10         |
| Scuderia Ferrari           | Ferrari   | 246     | Ferrari 143 2.4 V6                  | Olivier Gendebien        | 5, 10-11        |
| Scuderia Ferrari           | Ferrari   | 246     | Ferrari 143 2.4 V6                  | Phil Hill                | 10-11           |
| Scuderia Ferrari           | Ferrari   | 156     | Ferrari D156 1.5 V6                 | Phil Hill                | 8               |
| Owen Racing Organisation   | BRM       | P25     | BRM P25 2.5 L4                      | Jean Behra               | 2-3, 5-11       |
| Owen Racing Organisation   | BRM       | P25     | BRM P25 2.5 L4                      | Harry Schell             | 2-3, 5-11       |
| Owen Racing Organisation   | BRM       | P25     | BRM P25 2.5 L4                      | Maurice Trintignant      | 6               |
| Owen Racing Organisation   | BRM       | P25     | BRM P25 2.5 L4                      | Jo Bonnier               | 10-11           |
| Owen Racing Organisation   | BRM       | P25     | BRM P25 2.5 L4                      | Ron Flockhart            | 11              |
| Bernie C. Ecclestone       | Connaught | Type B  | Alta GP 2.5 L4                      | Bernie Ecclestone        | 2, 7            |
| Bernie C. Ecclestone       | Connaught | Type B  | Alta GP 2.5 L4                      | Bruce Kessler            | 2               |
| Bernie C. Ecclestone       | Connaught | Type B  | Alta GP 2.5 L4                      | Paul Emery               | 2               |
| Bernie C. Ecclestone       | Connaught | Type B  | Alta GP 2.5 L4                      | Jack Fairman             | 7               |
| Bernie C. Ecclestone       | Connaught | Type B  | Alta GP 2.5 L4                      | Ivor Bueb                | 7               |
| Cooper Car Company         | Cooper    | T45 T44 | Climax FPF 2.0 L4                   | Jack Brabham             | 2-3, 5-7, 9-10  |
| Cooper Car Company         | Cooper    | T45 T44 | Climax FPF 2.0 L4                   | Roy Salvadori            | 2-3, 5-11       |
| Cooper Car Company         | Cooper    | T45 T44 | Climax FPF 2.0 L4                   | Ian Burgess              | 7               |
| Cooper Car Company         | Cooper    | T45 T44 | Climax FPF 2.0 L4                   | Jack Fairman             | 11              |
| Cooper Car Company         | Cooper    | T45     | Climax FPF 1.5 L4                   | Bruce McLaren            | 8, 11           |
| Cooper Car Company         | Cooper    | T45     | Climax FPF 1.5 L4                   | Jack Brabham             | 8, 11           |
| Team Lotus                 | Lotus     | 12 16   | Climax FPF 2.0 L4 Climax FPF 2.2 L4 | Cliff Allison            | 2-3, 5-8, 10-11 |
| Team Lotus                 | Lotus     | 12 16   | Climax FPF 2.0 L4 Climax FPF 2.2 L4 | Graham Hill              | 2-3, 5-7, 9-11  |
| Team Lotus                 | Lotus     | 12 16   | Climax FPF 2.0 L4 Climax FPF 2.2 L4 | Alan Stacey              | 7               |
| Team Lotus                 | Lotus     | 16      | Climax FPF 1.5 L4                   | Graham Hill              | 8               |
| Vandervell Products        | Vanwall   | VW 5    | Vanwall 254 2.5 L4                  | Stirling Moss            | 2-3, 5-11       |
| Vandervell Products        | Vanwall   | VW 5    | Vanwall 254 2.5 L4                  | Tony Brooks              | 2-3, 5-11       |
| Vandervell Products        | Vanwall   | VW 5    | Vanwall 254 2.5 L4                  | Stuart Lewis-Evans       | 2-3, 5-7, 9-11  |
| Maria Teresa de Filippis   | Maserati  | 250F    | Maserati 250F1 2.5 L6               | Maria Teresa de Filippis | 2, 5, 10        |
| Giorgio Scarlatti          | Maserati  | 250F    | Maserati 250F1 2.5 L6               | Giorgio Scarlatti        | 2-3             |
| Giorgio Scarlatti          | Maserati  | 250F    | Maserati 250F1 2.5 L6               | Jo Bonnier               | 6               |
| Scuderia Centro Sud        | Maserati  | 250F    | Maserati 250F1 2.5 L6               | Gerino Gerini            | 2, 6-7, 10-11   |
| Scuderia Centro Sud        | Maserati  | 250F    | Maserati 250F1 2.5 L6               | Maurice Trintignant      | 5               |
| Scuderia Centro Sud        | Maserati  | 250F    | Maserati 250F1 2.5 L6               | Masten Gregory           | 5               |
| Scuderia Centro Sud        | Maserati  | 250F    | Maserati 250F1 2.5 L6               | Wolfgang Seidel          | 5, 11           |
| Scuderia Centro Sud        | Maserati  | 250F    | Maserati 250F1 2.5 L6               | Carroll Shelby           | 6-7, 10         |
| Scuderia Centro Sud        | Maserati  | 250F    | Maserati 250F1 2.5 L6               | Troy Ruttman             | 6, 8            |
| Scuderia Centro Sud        | Maserati  | 250F    | Maserati 250F1 2.5 L6               | Jo Bonnier               | 8               |
| Scuderia Centro Sud        | Maserati  | 250F    | Maserati 250F1 2.5 L6               | Hans Herrmann            | 8               |
| Scuderia Centro Sud        | Maserati  | 250F    | Maserati 250F1 2.5 L6               | Cliff Allison            | 9               |
| Scuderia Centro Sud        | Maserati  | 250F    | Maserati 250F1 2.5 L6               | Maria Teresa de Filippis | 9               |
| Scuderia Centro Sud        | Cooper    | T43     | Climax FPF 1.5 L4                   | Wolfgang Seidel          | 8               |
| OSCA Automobili            | OSCA      | F2      | OSCA 372 1.5 L4                     | Giulio Cabianca          | 2               |
| OSCA Automobili            | OSCA      | F2      | OSCA 372 1.5 L4                     | Luigi Piotti             | 2               |
| André Testut               | Maserati  | 250F    | Maserati 250F1 2.5 L6               | André Testut             | 2               |
| André Testut               | Maserati  | 250F    | Maserati 250F1 2.5 L6               | Louis Chiron             | 2               |
| Ecurie Maarsbergen         | Porsche   | RSK     | Porsche 547/3 1.5 F4                | Carel Godin de Beaufort  | 3               |
| Ecurie Maarsbergen         | Porsche   | RS550   | Porsche 547/3 1.5 F4                | Carel Godin de Beaufort  | 8               |
| Juan Manuel Fangio         | Maserati  | 250F    | Maserati 250F1 2.5 L6               | Juan Manuel Fangio       | 6               |
| Dick Gibson                | Cooper    | T43     | Climax FPF 1.5 L4                   | Dick Gibson              | 8               |
| Dr Ing F. Porsche KG       | Porsche   | RSK     | Porsche 547/3 1.5 F4                | Edgar Barth              | 8               |
| High Efficiency Motors     | Cooper    | T43     | Climax FPF 1.5 L4                   | Ian Burgess              | 8               |
| Ecurie Eperon d'Or         | Cooper    | T43     | Climax FPF 1.5 L4                   | Christian Goethals       | 8               |
| Ecurie Demi Litre          | Lotus     | 12      | Climax FPF 1.5 L4                   | Ivor Bueb                | 8               |
| J.B. Naylor                | Cooper    | T45     | Climax FPF 1.5 L4                   | Brian Naylor             | 8               |
| Tony Marsh                 | Cooper    | T45     | Climax FPF 1.5 L4                   | Tony Marsh               | 8               |
| Temple Buell               | Maserati  | 250F    | Maserati 250F1 2.5 L6               | Carroll Shelby           | 9-10            |
| Temple Buell               | Maserati  | 250F    | Maserati 250F1 2.5 L6               | Masten Gregory           | 10-11           |
| André Guelfi               | Cooper    | T45     | Climax FPF 1.5 L4                   | André Guelfi             | 11              |
| British Racing Partnership | Cooper    | T45     | Climax FPF 1.5 L4                   | Tom Bridger              | 11              |
| Robert La Caze             | Cooper    | T45     | Climax FPF 1.5 L4                   | Robert La Caze           | 11              |

- Sobre fondo rosa, los pilotos de Fórmula 2 que participaron en el Gran Premio de Alemania de 1958 y el Gran Premio de Marruecos de 1958
- No se incluyen aquellos pilotos que solo participaron en las 500 Millas de Indianápolis de 1958

## Resultados
| Carrera                         | Fecha           | Circuito          | Piloto ganador      | Constructor ganador | Resultados |
| ------------------------------- | --------------- | ----------------- | ------------------- | ------------------- | ---------- |
| Gran Premio de Argentina        | 19 de enero     | Buenos Aires      | Stirling Moss       | Cooper-Climax       | Resultados |
| Gran Premio de Mónaco           | 18 de mayo      | Mónaco            | Maurice Trintignant | Cooper-Climax       | Resultados |
| Gran Premio de los Países Bajos | 26 de mayo      | Zandvoort         | Stirling Moss       | Vanwall             | Resultados |
| Indianápolis 500                | 30 de mayo      | Indianápolis      | Jimmy Bryan         | Epperly-Offenhauser | Resultados |
| Gran Premio de Bélgica          | 15 de junio     | Spa-Francorchamps | Tony Brooks         | Vanwall             | Resultados |
| Gran Premio de Francia          | 6 de julio      | Reims             | Mike Hawthorn       | Ferrari             | Resultados |
| Gran Premio de Gran Bretaña     | 19 de julio     | Silverstone       | Peter Collins       | Ferrari             | Resultados |
| Gran Premio de Alemania         | 3 de agosto     | Nürburgring       | Tony Brooks         | Vanwall             | Resultados |
| Gran Premio de Portugal         | 24 de agosto    | Boavista          | Stirling Moss       | Vanwall             | Resultados |
| Gran Premio de Italia           | 7 de septiembre | Monza             | Tony Brooks         | Vanwall             | Resultados |
| Gran Premio de Marruecos        | 19 de octubre   | Ain-Diab          | Stirling Moss       | Vanwall             | Resultados |

## Clasificaciones

### Sistema de puntuación
- Puntuaban los cinco primeros de cada carrera, más un punto adicional para la vuelta rápida.
- Para el campeonato de pilotos solo se contabilizaban los seis mejores resultados obtenidos por cada competidor.
- A partir de esta temporada, en caso de que dos o más pilotos compitieran con el mismo vehículo, ninguno de los pilotos obtendría los puntos que obtuviera el vehículo.Para el campeonato de constructores, solamente puntuaba el monoplaza mejor clasificado, aunque fuera de una escudería privada.
- Las 500 Millas de Indianápolis no contabilizan para el campeonato de constructores, aunque sí para el de pilotos.
- El punto por vuelta rápida no contabiliza para el campeonato de constructores, aunque sí para el de pilotos.

| Posición | 1.º | 2.º | 3.º | 4.º | 5.º | VR |
| Puntos   | 8   | 6   | 4   | 3   | 2   | 1  |

### Campeonato de Pilotos
| Pos. | Piloto                   | ARG | MON   | NED | 500 | BEL | FRA | GBR | GER | POR | ITA      | MAR | Puntos  |
| ---- | ------------------------ | --- | ----- | --- | --- | --- | --- | --- | --- | --- | -------- | --- | ------- |
| 1    | Mike Hawthorn            | (3) | (Ret) | (5) |     | 2   | 1   | 2   | Ret | 2   | 2        | 2   | 42 (49) |
| 2    | Stirling Moss            | 1   | Ret   | 1   |     | Ret | 2   | Ret | Ret | 1   | Ret      | 1   | 41      |
| 3    | Tony Brooks              |     | Ret   | Ret |     | 1   | Ret | 7   | 1   | Ret | 1        | Ret | 24      |
| 4    | Roy Salvadori            |     | Ret   | 4   |     | 8   | 11  | 3   | 2   | 9   | 5        | 7   | 15      |
| 5    | Peter Collins            | Ret | 3     | Ret |     | Ret | 5   | 1   | Ret |     |          |     | 14      |
| =    | Harry Schell             | 6   | 5     | 2   |     | 5   | Ret | 5   | Ret | 6   | Ret      | 5   | 14      |
| 7    | Maurice Trintignant      |     | 1     | 9   |     | 7   | Ret | 8   | 3   | 8   | Ret      | Ret | 12      |
| =    | Luigi Musso              | 2   | 2     | 7   |     | Ret | Ret |     |     |     |          |     | 12      |
| 9    | Stuart Lewis-Evans       |     | Ret   | Ret |     | 3   | Ret | 4   |     | 3   | Ret      | Ret | 11      |
| 10   | Phil Hill                |     |       |     |     |     | 7   |     | 9   |     | 3        | 3   | 9       |
| =    | Jean Behra               | 5   | Ret   | 3   |     | Ret | Ret | Ret | Ret | 4   | Ret      | Ret | 9       |
| =    | Wolfgang von Trips       |     | Ret   |     |     |     | 3   | Ret | 4   | 5   | Ret      |     | 9       |
| 13   | Jimmy Bryan              |     |       |     | 1   |     |     |     |     |     |          |     | 8       |
| 14   | Juan Manuel Fangio       | 4   |       |     | DNQ |     | 4   |     |     |     |          |     | 7       |
| 15   | George Amick             |     |       |     | 2   |     |     |     |     |     |          |     | 6       |
| 16   | Johnny Boyd              |     |       |     | 3   |     |     |     |     |     |          |     | 4       |
| =    | Tony Bettenhausen        |     |       |     | 4   |     |     |     |     |     |          |     | 4       |
| 18   | Jack Brabham             |     | 4     | 8   |     | Ret | 6   | 6   | Ret | 7   | Ret      | 11  | 3       |
| =    | Cliff Allison            |     | 6     | 6   |     | 4   | Ret | Ret | 10  | Ret | 7        | 10  | 3       |
| =    | Jo Bonnier               |     | Ret   | 10  |     | 9   | 8   | Ret | Ret | Ret | Ret      | 4   | 3       |
| 21   | Jim Rathmann             |     |       |     | 5   |     |     |     |     |     |          |     | 2       |
| NC   | Masten Gregory           |     |       | Ret |     | Ret |     |     |     |     | 4~       | 6   | 0       |
| NC   | Graham Hill              |     | Ret   | Ret |     | Ret | Ret | Ret | Ret | Ret | 6        | 16  | 0       |
| NC   | Olivier Gendebien        |     |       |     |     | 6   |     |     |     |     | Ret      | Ret | 0       |
| NC   | Jimmy Reece              |     |       |     | 6   |     |     |     |     |     |          |     | 0       |
| NC   | Don Freeland             |     |       |     | 7   |     |     |     |     |     |          |     | 0       |
| NC   | Carlos Menditéguy        | 7   |       |     |     |     |     |     |     |     |          |     | 0       |
| NC   | Maria Teresa de Filippis |     | DNQ   |     |     | 10  |     |     |     | Ret | Ret      |     | 0       |
| NC   | Paco Godia               | 8   | DNQ   |     |     | Ret | Ret |     |     |     |          |     | 0       |
| NC   | Jack Fairman             |     |       |     |     |     |     | Ret |     |     |          | 8   | 0       |
| NC   | Jud Larson               |     |       |     | 8   |     |     |     |     |     |          |     | 0       |
| NC   | Carroll Shelby           |     |       |     |     |     | Ret | 9   |     | Ret | 4~ / Ret |     | 0       |
| NC   | Hans Herrmann            |     |       |     |     |     |     |     | Ret |     | Ret      | 9   | 0       |
| NC   | Gerino Gerini            |     | DNQ   |     |     |     | 9   | Ret |     |     | Ret      | 12  | 0       |
| NC   | Giulio Cabianca          |     | DNQ   |     |     |     |     |     |     |     | Ret      |     | 0       |
| NC   | Horace Gould             | 9   | DNQ   |     |     |     |     |     |     |     |          |     | 0       |
| NC   | Eddie Johnson            |     |       |     | 9   |     |     |     |     |     |          |     | 0       |
| NC   | Troy Ruttman             |     |       |     |     |     | 10  |     | DNS |     |          |     | 0       |
| NC   | Bill Cheesbourg          |     |       |     | 10  |     |     |     |     |     |          |     | 0       |
| NC   | Carel Godin de Beaufort  |     |       | 11  |     |     |     |     | Ret |     |          |     | 0       |
| NC   | Al Keller                |     |       |     | 11  |     |     |     |     |     |          |     | 0       |
| NC   | Giorgio Scarlatti        |     | Ret   | Ret |     |     |     |     |     |     |          |     | 0       |
| NC   | Ian Burgess              |     |       |     |     |     |     | Ret | 7   |     |          |     | 0       |
| NC   | Johnnie Parsons          |     |       |     | 12  |     |     |     |     |     |          |     | 0       |
| NC   | Ivor Bueb                |     |       |     |     |     |     | Ret | 11  |     |          |     | 0       |
| NC   | Johnnie Tolan            |     |       |     | 13  |     |     |     |     |     |          |     | 0       |
| NC   | Bob Christie             |     |       |     | Ret |     |     |     |     |     |          |     | 0       |
| NC   | Robert La Caze           |     |       |     |     |     |     |     |     |     |          | 14  | 0       |
| NC   | Tony Marsh               |     |       |     |     |     |     |     | 8   |     |          |     | 0       |
| NC   | Wolfgang Seidel          |     |       |     |     | Ret |     |     | Ret |     |          | Ret | 0       |
| NC   | Dempsey Wilson           |     |       |     | Ret |     |     |     |     |     |          |     | 0       |
| NC   | André Guelfi             |     |       |     |     |     |     |     |     |     |          | 15  | 0       |
| NC   | Ron Flockhart            |     | DNQ   |     |     |     |     |     |     |     |          | Ret | 0       |
| NC   | A. J. Foyt               |     |       |     | Ret |     |     |     |     |     |          |     | 0       |
| NC   | Paul Russo               |     |       |     | Ret |     |     |     |     |     |          |     | 0       |
| NC   | Shorty Templeman         |     |       |     | Ret |     |     |     |     |     |          |     | 0       |
| NC   | Rodger Ward              |     |       |     | Ret |     |     |     |     |     |          |     | 0       |
| NC   | Billy Garrett            |     |       |     | Ret |     |     |     |     |     |          |     | 0       |
| NC   | Eddie Sachs              |     |       |     | Ret |     |     |     |     |     |          |     | 0       |
| NC   | Johnny Thomson           |     |       |     | Ret |     |     |     |     |     |          |     | 0       |
| NC   | Chuck Weyant             |     |       |     | Ret |     |     |     |     |     |          |     | 0       |
| NC   | Jack Turner              |     |       |     | Ret |     |     |     |     |     |          |     | 0       |
| NC   | Bob Veith                |     |       |     | Ret |     |     |     |     |     |          |     | 0       |
| NC   | Dick Rathmann            |     |       |     | Ret |     |     |     |     |     |          |     | 0       |
| NC   | Ed Elisian               |     |       |     | Ret |     |     |     |     |     |          |     | 0       |
| NC   | Pat O'Connor             |     |       |     | Ret |     |     |     |     |     |          |     | 0       |
| NC   | Paul Goldsmith           |     |       |     | Ret |     |     |     |     |     |          |     | 0       |
| NC   | Jerry Unser              |     |       |     | Ret |     |     |     |     |     |          |     | 0       |
| NC   | Len Sutton               |     |       |     | Ret |     |     |     |     |     |          |     | 0       |
| NC   | Art Bisch                |     |       |     | Ret |     |     |     |     |     |          |     | 0       |
| NC   | Alan Stacey              |     |       |     |     |     |     | Ret |     |     |          |     | 0       |
| NC   | Christian Goethals       |     |       |     |     |     |     |     | Ret |     |          |     | 0       |
| NC   | Dick Gibson              |     |       |     |     |     |     |     | Ret |     |          |     | 0       |
| NC   | Brian Naylor             |     |       |     |     |     |     |     | Ret |     |          |     | 0       |
| NC   | François Picard          |     |       |     |     |     |     |     |     |     |          | Ret | 0       |
| NC   | Tom Bridger              |     |       |     |     |     |     |     |     |     |          | Ret | 0       |
| NC   | Mike Magill              |     |       |     | DSQ |     |     |     |     |     |          |     | 0       |
| NC   | Ken Kavanagh             |     | DNQ   |     |     | DNS |     |     |     |     |          |     | 0       |
| NC   | Bruce Kessler            |     | DNQ   |     |     |     |     |     |     |     |          |     | 0       |
| NC   | Paul Emery               |     | DNQ   |     |     |     |     |     |     |     |          |     | 0       |
| NC   | André Testut             |     | DNQ   |     |     |     |     |     |     |     |          |     | 0       |
| NC   | Luigi Piotti             |     | DNQ   |     |     |     |     |     |     |     |          |     | 0       |
| NC   | Bernie Ecclestone        |     | DNQ   |     |     |     |     | DNP |     |     |          |     | 0       |
| NC   | Luigi Taramazzo          |     | DNQ   |     |     |     |     |     |     |     |          |     | 0       |
| NC   | Louis Chiron             |     | DNQ   |     |     |     |     |     |     |     |          |     | 0       |
| Pos. | Piloto                   | ARG | MON   | NED | 500 | BEL | FRA | GBR | GER | POR | ITA      | MAR | Puntos  |

| Color      | Resultado                          |
| ---------- | ---------------------------------- |
| Oro        | Ganador                            |
| Plata      | 2.º puesto                         |
| Bronce     | 3.er puesto                        |
| Verde      | Finalizó en los puntos             |
| Azul       | Finalizó sin puntos                |
| Azul       | NC - No clasificado                |
| Violeta    | Ret - No terminó                   |
| Rojo       | DNQ - No se clasificó              |
| Rojo       | DNPQ - No se preclasificó          |
| Negro      | DSQ - Descalificado                |
| Blanco     | DNS - No empezó                    |
| Blanco     | WD - Retirado                      |
| Blanco     | C - Carrera cancelada              |
| Azul claro | TD - Entrenamientos libres (2003-) |
| Sin color  | DNP - Inscrito, pero no participó  |
| Sin color  | INJ - Inscrito, pero lesionado     |
| Sin color  | EX - Excluido                      |

| Estado  | Resultado                                                                             |
| ------- | ------------------------------------------------------------------------------------- |
| Negrita | Pole position                                                                         |
| Cursiva | Vuelta rápida                                                                         |
| 1-8     | Posiciones puntuables de clasificación sprint (2021-)                                 |
| †       | No acabó el Gran Premio, pero fue clasificado ya que completó el porcentaje necesario |
| ‡       | Monoplaza compartido                                                                  |
| ~       | Se otorgó la mitad de puntos ya que no se cumplió con el 75% de la carrera            |
| ≠       | No obtuvo puntos ya que era piloto invitado                                           |
| F2      | Inscrito para carrera de Fórmula 2, no sumaba puntos                                  |

#### Leyenda adicional
- Las puntuaciones sin paréntesis corresponden al cómputo oficial del Campeonato
  - La suma de la puntuación únicamente de los 6 mejores resultados del Campeonato, sin tener en cuenta los puntos que se hubieran obtenido en el resto de carreras.
- Las puntuaciones (entre paréntesis) corresponden al cómputo total de puntos obtenidos
  - La suma de la puntuación de todos los resultados del Campeonato, incluyendo los puntos obtenidos en carreras que no son computados para la clasificación final.
- Los resultados en cursiva se refieren a la vuelta rápida, que otorga 1 punto para el Campeonato de Pilotos

### Estadísticas del Campeonato de Pilotos
16 primeros
| Pos. | Piloto              | Escudería                                                  | Grandes Premios | Victorias | Podios | Poles | Vueltas rápidas | Puntos  |
| ---- | ------------------- | ---------------------------------------------------------- | --------------- | --------- | ------ | ----- | --------------- | ------- |
| 1    | Mike Hawthorn       | Ferrari                                                    | 10              | 1         | 7      | 4     | 5               | 42 (49) |
| 2    | Stirling Moss       | Rob Walker Vanwall                                         | 10              | 4         | 5      | 3     | 3               | 41      |
| 3    | Tony Brooks         | Vanwall                                                    | 9               | 3         | 3      | 1     |                 | 24      |
| 4    | Roy Salvadori       | Cooper                                                     | 9               |           | 2      |       |                 | 15      |
| 5    | Peter Collins       | Ferrari                                                    | 7               | 1         | 2      |       |                 | 14      |
| 6    | Harry Schell        | Jo Bonnier BRM                                             | 10              |           | 1      |       |                 | 14      |
| 7    | Maurice Trintignant | Rob Walker Centro Sud BRM                                  | 9               | 1         | 2      |       |                 | 12      |
| 8    | Luigi Musso         | Ferrari                                                    | 5               |           | 2      |       |                 | 12      |
| 9    | Stuart Lewis-Evans  | Vanwall                                                    | 8               |           | 2      | 1     |                 | 11      |
| 10   | Phil Hill           | Jo Bonnier Ferrari                                         | 5               |           | 2      |       | 1               | 9       |
| 11   | Jean Behra          | Ken Kavanagh BRM                                           | 10              |           | 1      |       |                 | 9       |
| 12   | Wolfgang von Trips  | Ferrari                                                    | 6               |           | 1      |       |                 | 9       |
| 13   | Jimmy Bryan         | Belond AP / George Salih                                   | 1               | 1         | 1      |       |                 | 8       |
| 14   | Juan Manuel Fangio  | Sud Americana Novi Auto Air Conditioner Juan Manuel Fangio | 3 (2)           |           |        | 1     | 1               | 7       |
| 15   | George Amick        | Norman Demler                                              | 1               |           | 1      |       |                 | 6       |
| 16   | Johnny Boyd         | Bowes Seal Fast                                            | 1               |           | 1      |       |                 | 4       |

### Campeonato de Constructores
| Pos. | Constructor    | ARG | MON | NED | BEL | FRA | GBR | GER | POR | ITA | MAR | Puntos  |
| ---- | -------------- | --- | --- | --- | --- | --- | --- | --- | --- | --- | --- | ------- |
| 1    | Vanwall        |     | Ret | 1   | 1   | (2) | (4) | 1   | 1   | 1   | 1   | 48 (57) |
| 2    | Ferrari        | 2   | 2   | (5) | 2   | 1   | 1   | (4) | 2   | (2) | (2) | 40 (57) |
| 3    | Cooper-Climax  | 1   | 1   | 4   | 8   | 6   | 3   | 2   | 7   | 5   | 7   | 31      |
| 4    | BRM            |     | 5   | 2   | 5   | Ret | 5   | Ret | 4   | Ret | 4   | 18      |
| 5    | Maserati       | 4   | Ret | 10  | 7   | 4   | 9   | Ret | Ret | 4   | 6   | 6       |
| 6    | Lotus-Climax   |     | 6   | 6   | 4   | Ret | Ret | 10  | Ret | 6   | 10  | 3       |
| NC   | Porsche        |     |     | 11  |     |     |     |     |     |     |     | 0       |
| NC   | Connaught-Alta |     | DNQ |     |     |     | Ret |     |     |     |     | 0       |
| NC   | OSCA           | WD  | DNQ |     |     |     |     |     |     |     |     | 0       |
| Pos. | Constructor    | ARG | MON | NED | BEL | FRA | GBR | GER | POR | ITA | MAR | Puntos  |

Leyenda adicional
- En negrita, los 6 mejores resultados computables para el Campeonato de Constructores
- Entre (paréntesis), el cómputo total de puntos obtenidos

### Estadísticas del Campeonato de Constructores
| Pos. | Constructor | Chasis | Motor    | Grandes Premios | Victorias | Podios | Poles | Vueltas rápidas | Vueltas lideradas | Puntos  |
| ---- | ----------- | ------ | -------- | --------------- | --------- | ------ | ----- | --------------- | ----------------- | ------- |
| 1    | Vanwall     |        | Vanwall  | 10              | 6         | 9      | 5     | 3               | 225               | 48 (57) |
| 2    | Ferrari     |        | Ferrari  | 11              | 2         | 14     | 4     | 6               | 215               | 40 (57) |
| 3    | Cooper      |        | Climax   | 11              | 2         | 5      |       |                 | 99                | 31      |
| 4    | BRM         |        | BRM      | 10              |           | 2      |       |                 | 27                | 18      |
| 5    | Maserati    |        | Maserati | 11              |           |        | 1     | 1               | 26                | 6       |
| 6    | Lotus       |        | Climax   | 10              |           |        |       |                 |                   | 3       |
| NC   | Connaught   |        | Alta     | 2               |           |        |       |                 |                   | 0       |
| NC   | Porsche     |        | Porsche  | 2 (1)           |           |        |       |                 |                   | 0       |
| NC   | OSCA        |        | OSCA     | 1 (0)           |           |        |       |                 |                   | 0       |